# Nadia Santos
Nadia Santos es un personaje de ficción interpretado por la actriz argentina de cine y televisión Mía Maestro en la serie de televisión Alias. Mía se unió al elenco principal de la serie en la cuarta temporada interpretando a la hija de Arvin Sloane, aunque ya participó como actriz recurrente en la tercera temporada.

## Biografía
Nadia Santos es hija de Arvin Sloane e Irina Derevko, producto de una aventura entre ambos, y hermana de Sydney Bristow.
- Datos: Q2308859